# Günter Kärner
Günter Kärner (* 1933 in Greiz/Thüringen) ist ein deutscher Kirchenmusiker und Komponist.

## Leben
Kärner studierte Kirchenmusik in Halle/Saale. Er absolvierte sein A-Examen 1957. 1964 legte er die Reifeprüfung für Komposition an der Musikhochschule Köln ab. Seit 1967 lehrte er Tonsatz an der Robert Schumann Hochschule Düsseldorf. Als Kantor wirkte er in Burscheid/Rheinland.
Er komponierte die Melodie zu dem Kirchenlied Der Heiland kam zu seiner Tauf (EKG 153) sowie eine Alternativmelodie zu Rudolf Alexander Schröders Es mag sein, dass alles fällt (EKG Rheinland-Westfalen-Lippe 532, EG 378).

## Werke
- Der Heiland kam zu seiner Tauf (Melodie EKG 153)
- Brich herein, süßer Schein (Carus)
- Die Sach ist dein, Herr Jesu Christ (Carus)
- Es mag sein, dass alles fällt (Carus)
- O heilige Dreifaltigkeit (Carus)
- Weicht, ihr Berge, fallt ihr Hügel (Carus)